# Association Sportive et Culturelle Niarry Tally Grand-Dakar Biscuiterie
L'Association Sportive et Culturelle Niarry Tally Grand-Dakar Biscuiterie, più semplicemente nota come Niarry Tally, è una squadra di calcio senegalese con sede a Dakar.
Il club è stato fondato nel 1981, e nel corso della sua storia ha vinto una Coupe du Sénégal nel 2016. In campionato vanta come migliori risultati due secondi posti nel 2010 e nel 2015.
Lo stadio ufficiale del Niarry Tally è lo Stadio Demba Diop.

## Storia
Fondato nel 1981,, il Niarry Tally ha sfiorato la vittoria del titolo nazionale nelle stagioni 2010 e 2015. In quest'ultima occasione il Niarry Tally concluse il campionato a pari punti e con la stessa differenza reti del Douanes, perdendo il campionato in virtù degli scontri diretti.
Nel 2016 invece la squadra ha vinto la sua prima Coupe du Sénégal.
Lamine Dieng, allenatore del club dal 2014, muore il 7 dicembre 2021.

## Palmares

### Competizioni nazionali
- Coupe du Sénégal: 1

2016

### Altri piazzamenti
- Campionato senegalese:

Secondo posto: 2010, 2014-2015